# معلم الحيوانات الأليفة (فلم 1930)
معلم الحيوانات الأليفة (بالإنجليزية: Teacher's Pet) فيلم كوميدي أمريكي عرض عام 1930، من بطولة جاكي كوبر وألين هوسكينز.

## القصة
في اليوم الأول بالمدرسة، والتلاميذ غير سعداء. بسبب زواج معلمتهم المحبوبة الآنسة ماكجليكادي، والآن سيكون للأطفال معلمة جديد. التلاميذ لا يعرفون شكل المعلمة الجديدة، يعرفون فقط اسمها، وهو "الآنسة كرابتري". يتخيل التلاميذ "الآنسة كرابتري" عجوز شمطاء قاسية، ويضعون خطة لتعطيل الدراسة بأشياء مثل فأر أبيض ونمل أحمر ومسحوق عطس. بعد ذلك، سيحضر التلاميذ إخوتهم الأصغر سنًا ويخبرون الآنسة كرابتري أنهم بحاجة إلى إجازة للعودة إلى المنزل... "ثم سيذهبون جميعًا للسباحة".
لكن الخطة تنهار عندما يستقل التلميذ جاكي سيارة رودستر لامعة تقودها فتاة جميلة إلى المدرسة. دون علم جاكي، فإن فاعلة الخير هي في الواقع الآنسة كرابتري، فيخبرها بكل شيء عن خطة مضايقة المعلمة الجديدة. تترك جاك على بُعد ميل من المدرسة، فيقول لها جاك: "أنتِ جميلة تقريبًا كالآنسة ماكجيليكودي... كل شيء إلا أنفكِ."
يخبر جاكي التلاميذ عن السيدة الجميلة التي أوصلته، ولاحقا يُصدم عندما يكتشف أن السيدة صاحبة السيارة المكشوفة هي الآنسة كرابتري. يُعاقب جاكي ورفاقه ليوم واحد، في الوقت الذي أحضر فيه بعض عمال التوصيل كمية وفيرة من الكعك والآيس كريم كهدية للصف في أول يوم دراسي. بعد طردهم من المدرسة، انقلب جميع التلاميذ على جاكي، يقرر فارينا، تشابي، وبادي شركاء جاكي في المقالب العودة إلى الصف والاعتذار، على أمل أن يتمكنوا من المشاركة في تناول الآيس كريم. يقرر جاكي الجلوس تحت شجرة في ساحة المدرسة وبدأ بالبكاء. بعد أن قبلت الآنسة كرابتري اعتذار المخادعين الثلاثة وأعطتهم الحلوى، خرجت تبحث عن جاكي، وعندما وجدته قدمت له بهدوء طبقًا من الكعك ووعاءً من الآيس كريم، مظهرةً تسامحها معه. وسط الدموع، نظر جاكي إلى الآنسة كرابتري وقال لها: "يا إلهي، أنتِ جميلة يا آنسة كرابتري - أنتِ أجمل حتى من الآنسة ماكجيليكودي"، وبدأ يأكل حلواه.

## روابط خارجية
- مقالات تستعمل روابط فنية بلا صلة مع ويكي بيانات